# Geoffroy Kemlin
Geoffroy Kemlin, né le 24 mars 1979, est un religieux de l'ordre de Saint-Benoît, septième abbé de Saint-Pierre de Solesmes depuis le 17 mai 2022.

## Biographie
Né le 24 mars 1979 à Paris, Geoffroy Kemlin, aîné de six enfants, part rapidement à la découverte du monde avec ses parents, en Belgique puis en Arabie Saoudite. À partir de ses sept ans, ses parents s'installent à Ville-d’Avray.  Ancien scout, il entre à 20 ans à l'abbaye de Fontgombault, sans s'y plaire. En décembre 2001, il arrive à Solesmes, où il poursuit sa formation et y fait sa profession solennelle en 2006, avant d'être ordonné prêtre en 2010. En 2015, il est nommé prieur de l'abbaye. 

### Abbatiat
À la suite de la démission de Philippe Dupont le 19 avril 2022 pour raison d'âge, il est élu le 17 mai 2022 comme abbé de Solesmes,.
Il est reçu par le pape François en septembre 2022, où il a notamment évoqué l'application du motu proprio Traditionis custodes dans certaines abbayes de l'ordre bénédictin,